# Tavoljanka (Saràtov)
|  | Per a altres significats, vegeu «Tavoljanka». |

Tavoljanka (en rus: Таволжанка) és un poble de l'óblast de Saràtov, a Rússia, segons el cens del 2010 tenia 19 habitants. Pertany al districte municipal de Romànovka.